# Claytonia perfoliata
La lattuga dei minatori o portulaca invernale (Claytonia perfoliata Donn ex Willd., 1798) è una pianta erbacea annuale appartenente alla famiglia delle Montiacee.

## Origine del nome
Durante la corsa all'oro del 1849 i numerosi minatori che arrivavano in California rincorrendo il sogno di una facile ricchezza trovarono nella Claytonia perfoliata un gustoso ed economico sostituto della lattuga (Lactuca sativa). La mangiavano cruda o cotta come fossero delle spinaci per variare la monotona dieta a base di fagioli e frittelle. A quel tempo la vitamina C non era stata ancora scoperta, si dovrà infatti attendere sino al 1921, ma i minatori sapevano che questa erba non solo aveva un buon gusto ma li faceva anche sentire meglio e li aiutava a prevenire lo scorbuto.

## Distribuzione e habitat
Originaria della zona montagnosa e costiera del Nord America occidentale, è oggi ampiamente naturalizzata anche nell'Europa occidentale, dove venne introdotta nel 1749.

## Galleria d'immagini

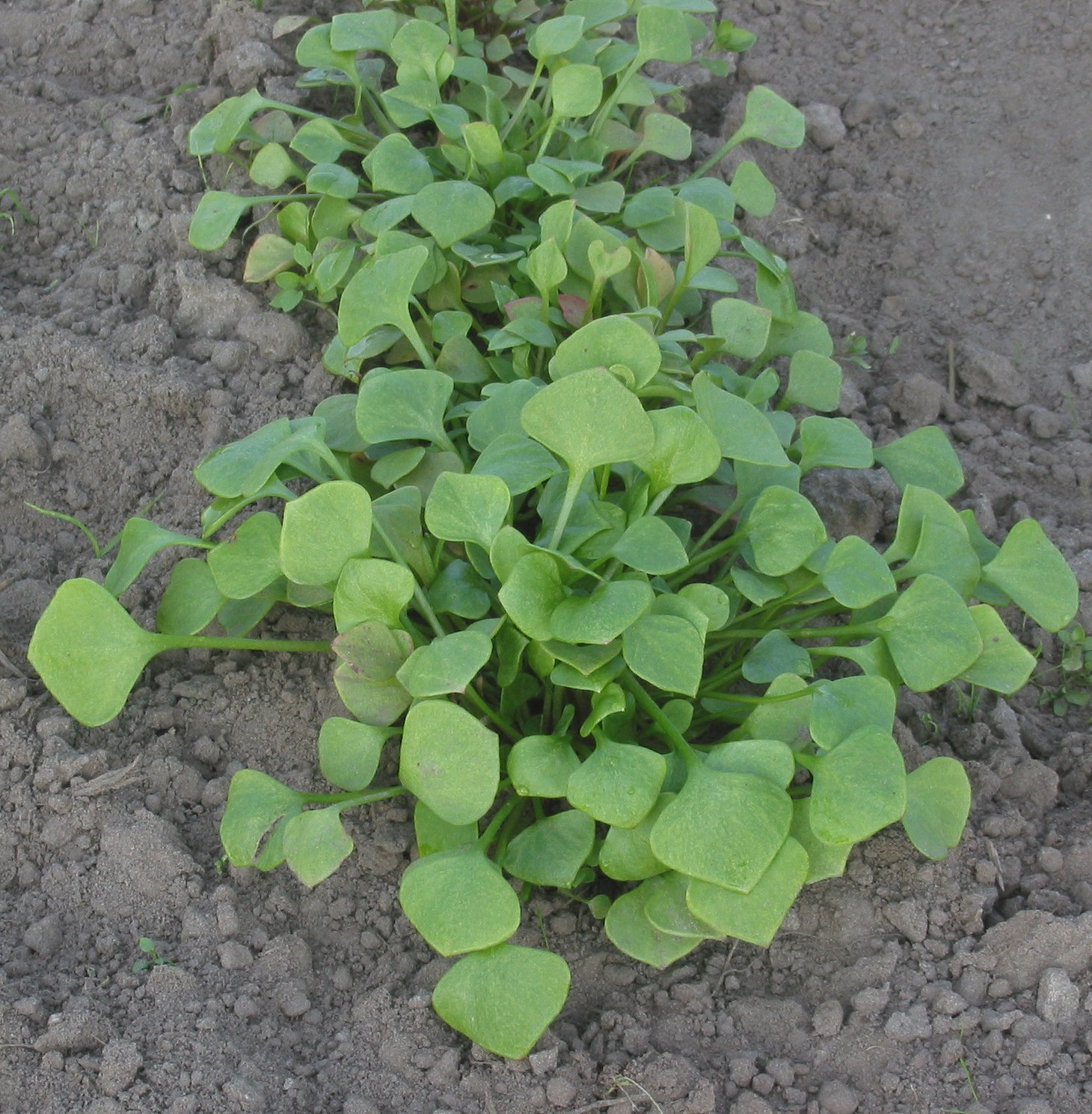
Claytonia perfoliata
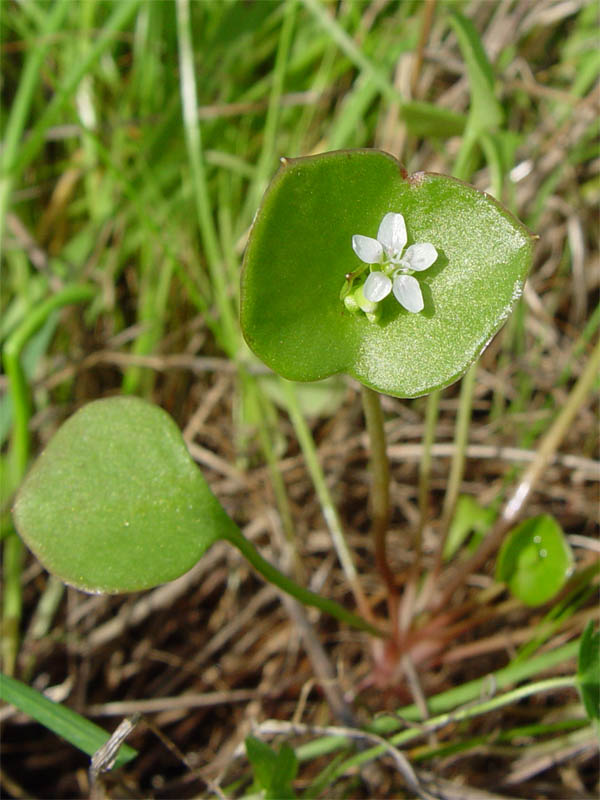
Claytonia perfoliata
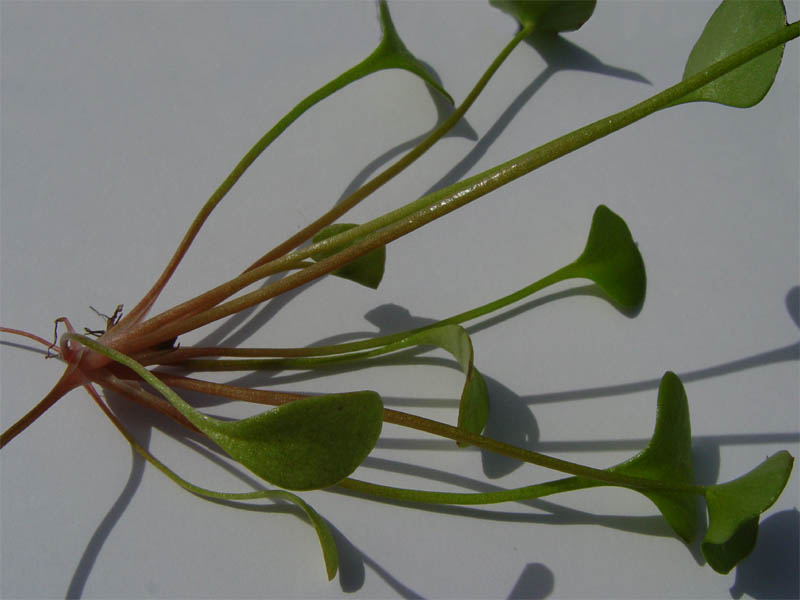
Claytonia perfoliata
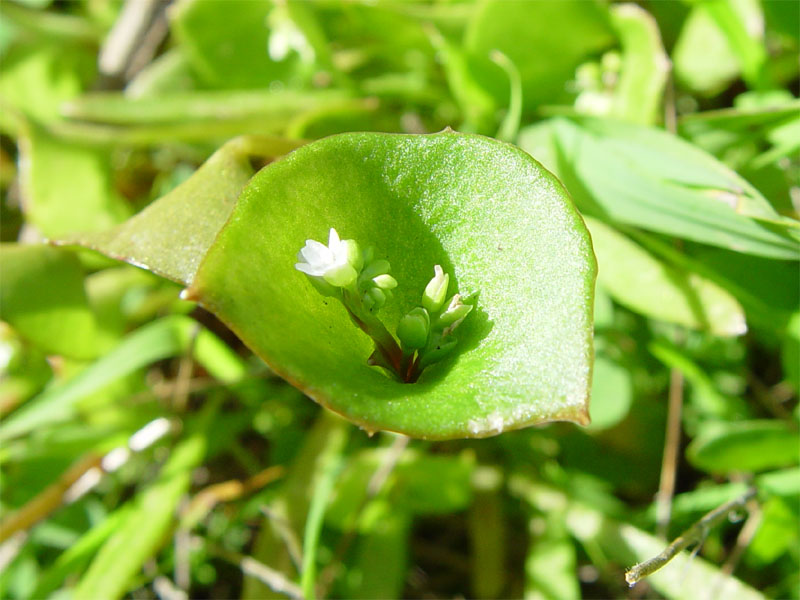
Claytonia perfoliata